# Кучумов, Александр Николаевич
Александр Николаевич Кучумов (род. 6 ноября 1990) — российский самбист и дзюдоист, бронзовый призёр чемпионатов России по самбо, бронзовый призёр абсолютного чемпионата России 2014 года, чемпион Универсиады 2013 года в Казани по самбо, мастер спорта России международного класса по самбо. Призёр этапов Кубка Европы среди кадетов по дзюдо. Наставниками Кучумова в разное время были Константин Тиновицкий, Ирина Емельянова и Николай Золотарёв.

## Спортивные результаты

### Самбо
- Абсолютный чемпионат России по самбо 2014 года — ;
- Чемпионат России по самбо 2014 года — ;
- Чемпионат России по самбо 2016 года — .
- Чемпионат России по самбо 2022 года — .

### Дзюдо
- Первенство России по дзюдо среди кадетов 2006 года — ;
- Международный турнир 2006 года (Тверь) — ;
- «Олимпийские надежды» (Йичин, 2006 год, турнир среди кадетов) — ;
- Первенство России по дзюдо среди юниоров 2009 года — ;